# Kastell Aardenburg
Das Kastell Aardenburg (möglicherweise das antike Radannum) ist ein römisches Auxiliarkastell auf dem Gebiet der zur Gemeinde Sluis gehörenden Ortschaft Aardenburg in der niederländischen Provinz Zeeland, unmittelbar an der Grenze zu Belgien. Zu dem Befundensemble gehört auch noch ein weitläufiger Vicus.

## Lage
Topographisch liegt Aardenburg am westlichen Ende eines pleistozänen Decksandrückens, der sich weit in die Küstenebene erstreckt. Dieser Sandrücken verläuft von Osten nach Westen und war in der antiken Zeit im Norden von Salzwiesen und im Süden von einem Torfgebiet begrenzt. Über das Flüsschen Eede waren Kastell und Vicus mit dem Meer verbunden. Es fällt schwer, in dem heute eher unbedeutenden Bach einen Anlass für die Gründung einer Siedlung zu sehen, weswegen auch alternative Theorien zur maritimen Anbindung Aardenburgs diskutiert wurden. Auf dem Landwege war Aardenburg über zwei Straßen mit dem menapischen Hinterland verbunden. Eine Straße verband Aardenburg mit dem gallo-römischen Vicus in Brügge und dem Kastell Oudenburg im flämischen Küstengebiet. Eine zweite Straße verlief in südöstlicher Richtung über Eede, das Kastell Maldegem, Knesselare-Kouter und Aalter in Richtung Kruishoutem.
Wenn die bisweilen geäußerte Annahme zuträfe, dass die Schelde die Grenze der Provinzen Germania inferior und Gallia Belgica gebildet habe, wäre das Kastell nicht Bestandteil des Niedergermanischen Limes gewesen, sondern müsste zur Küstenverteidigung der Provinz Gallia Belgica gezählt werden. Es ist jedoch nicht undenkbar, dass nicht der Fluss Schelde selber die Grenze bildete, sondern jene etwas südlicher lag und Aardenburg, sowie Gebiete südlich davon, quasi als Brückenkopf in die Provinz Germania inferior mit einbezog, so dass eine Zuordnung Aardenburgs zur Germania inferior nicht auszuschließen ist, wie sich auch heute das niederländische Territorium über die Scheldemündung hinaus nach Süden erstreckt.
Im heutigen Landschafts- und Siedlungsbild liegt das Bodendenkmal im östlichen Teil der Ortschaft Aardenburg, rund zwölf Kilometer Luftlinie von der Nordseeküste entfernt.

## Forschungsgeschichte
Die erste archäologische Ausgrabung auf Aardenburger Gebiet fand im Jahr 1949 durch den Rijksdienst voor het Oudheidkundig Bodemonderzoek (ROB) statt. Erste römische Befunde wurden 1955 entdeckt. Von 1957 bis zu seiner Pensionierung 1986 war Jan Adriaan Trimpe Burger, der erste Provinzialarchäologe Zeelands, derjenige, der die archäologischen Aktivitäten in Aardenburg vorantrieb und dessen Name die lokale provinzialrömische Forschung prägte. 1988 wurde zum letzten Mal durch den ROB in der Stadt gegraben, seit 1999 werden archäologische Untersuchungen nur noch von privatwirtschaftlichen Grabungsunternehmen durchgeführt.
Ein Problem der jahrzehntelangen Ausgrabungstätigkeiten war, dass diese lange nicht ausgewertet und publiziert wurden. Forscher der Zeeland Cultural Heritage Foundation (SCEZ), des archäologischen Privatunternehmens Hazenberg Archaeology und des Römisch-Germanischen Zentralmuseums in Mainz analysieren daher seit etlichen Jahren mit Unterstützung der Universität Gent kooperativ die Ergebnisse jahrzehntelang zurück liegender Grabungen, wobei ständig neue Erkenntnisse gewonnen werden.
Viel diskutiert wurde in der niederländischen Archäologie die Frage, ob es sich bei der Befestigungsanlage tatsächlich um ein Militärkastell oder nicht vielmehr um eine befestigte Stadt handele (siehe weiter unten).

## Befunde
Das römische Aardenburg gliederte sich in zwei Teile, den Bereich des Kastells und den Bereich des Vicus. Das Militärlager befand sich auf dem höchsten Punkt des Sandrückens. Das Zentrum des Vicus erstreckte sich im Wesentlichen östlich davon. Die Größe des gesamten Gebiets wurde früher auf rund einen Quadratkilometer geschätzt, neuere Forschungen haben jedoch ergeben, dass sich die Spuren römischer Besiedlung nach Norden noch bis zu etwa drei Kilometer nördlich des Stadtzentrums erstrecken. Über die Gräberfelder ist bislang nur wenig bekannt geworden, die größte Nekropole befand sich wahrscheinlich westlich des Kastells.

### Kastell

#### Umwehrung

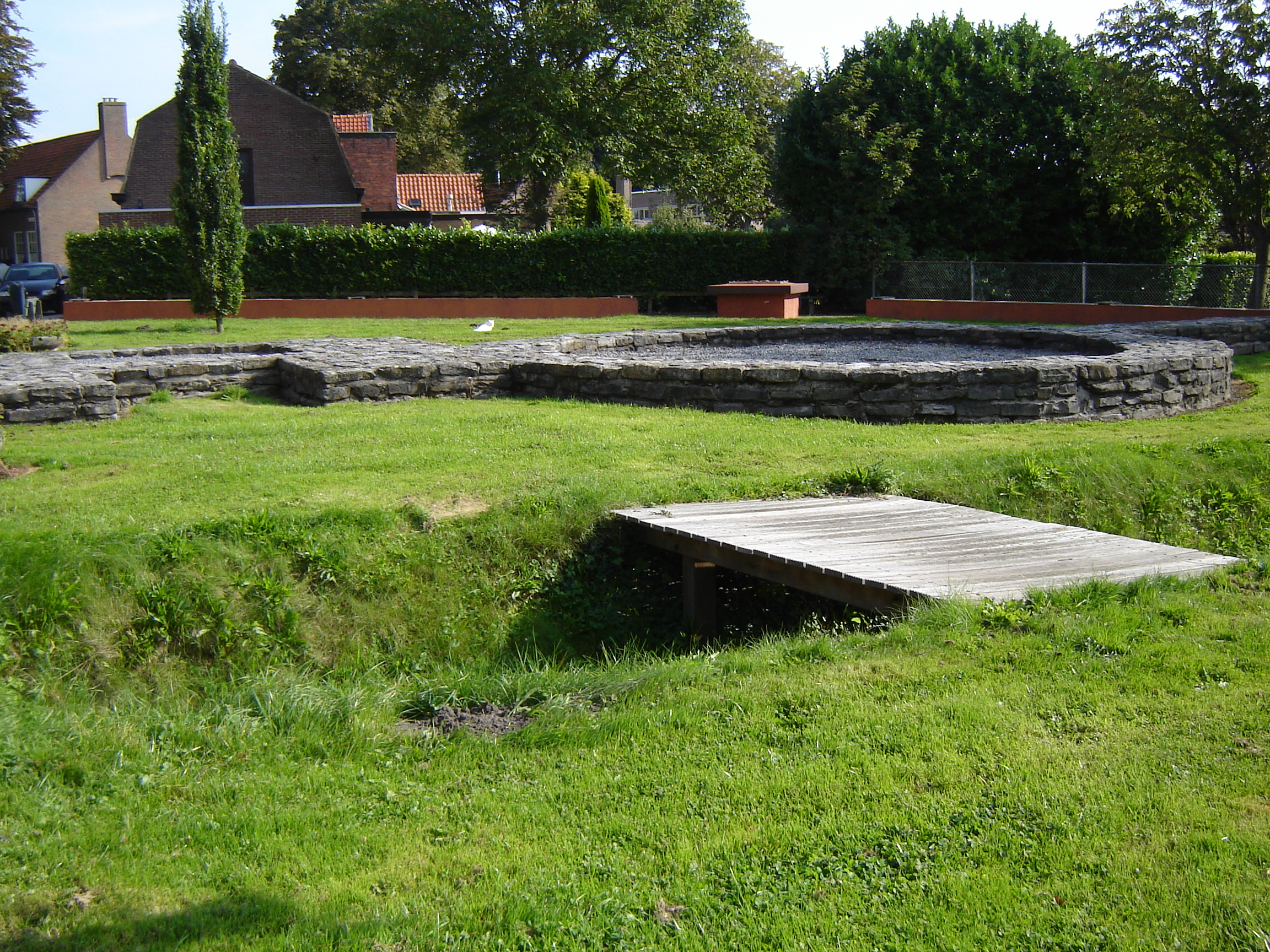
Rekonstruktion des Westtores (2010)

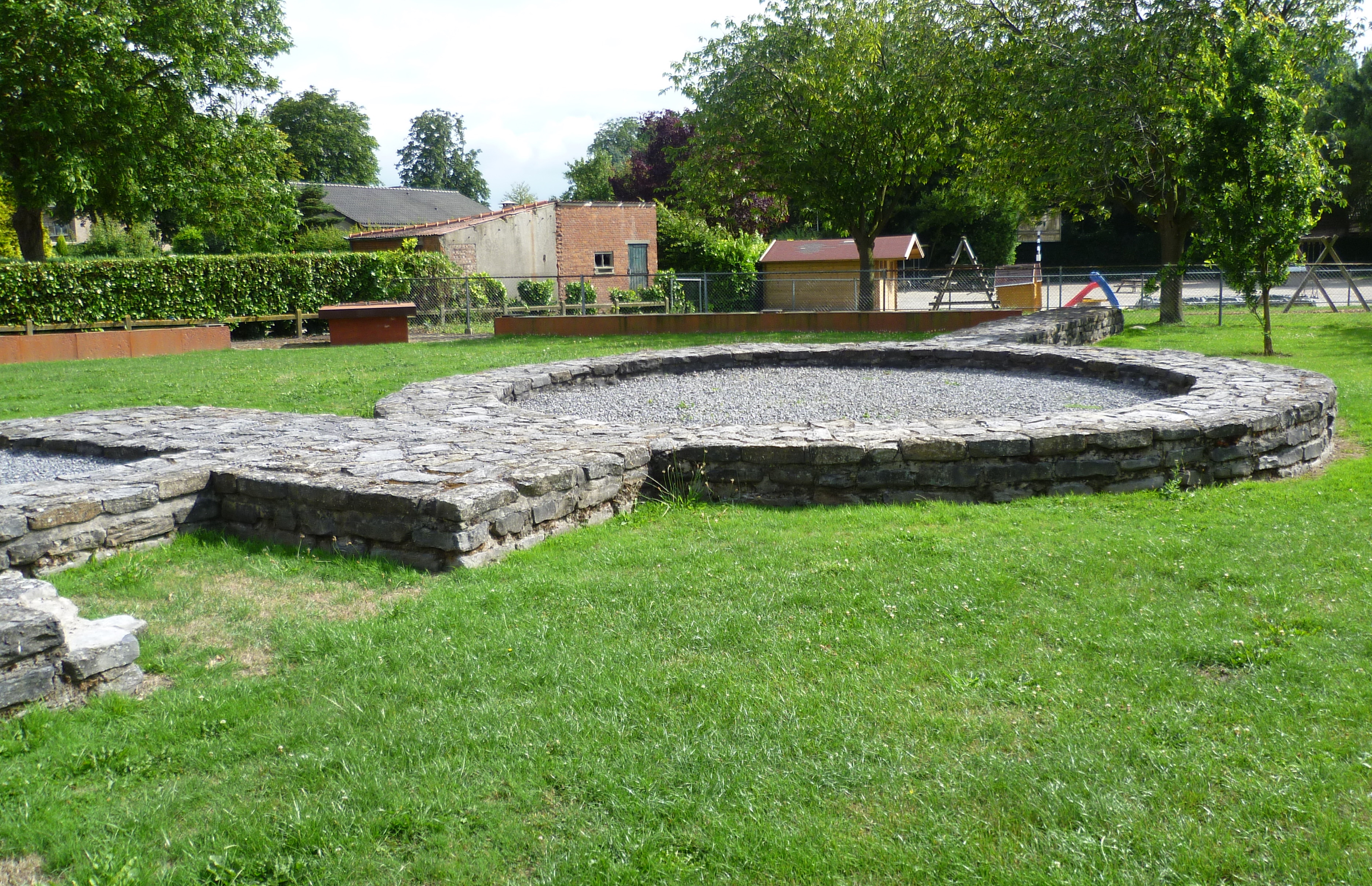
Rekonstruktion des nördlichen Turms des Westtores (2010)

Das Kastell Aardenburg war ein massives Steinkastell, das eine Fläche von 150 m mal 240 m (entspricht 3,6 Hektar) bedeckte und nach Nordnordosten ausgerichtet war. Befestigt war das Militärlager mit einer 1,2 m breiten und vermutlich vier bis fünf Meter hohen Wehrmauer, von der Mitte der 1970er Jahre der südliche Abschnitt der westlichen Mauer nebst einem Tor (der Porta principalis sinistra), dessen beiden Tortürmen, einem Zwischenturm und dem südsüdwestlichen Eckturm entdeckt worden war. Die Türme des Tores waren mit Tournai-Kalkstein, der Tordurchgang mit Tuff aus der Eifel ausgeführt worden. Zur Fundamentierung des Torhauses waren senkrecht in den Boden gerammte Rundhölzer verwendet worden. Die Türme besaßen alle einen runden Grundriss. Der Außendurchmesser des Eckturms betrug rund acht Meter. In einem Abstand von sieben Metern zur Mauer verlief als Annäherungshindernis ein mächtiger Spitzgraben.

#### Innenbebauung
Bei der Errichtung der Hauptgebäude des Kastellinneren sowie bei der Anlage des Straßennetzes wurde, wie schon bei der Wehrmauer, hauptsächlich Tournai-Kalkstein benutzt, in geringeren Mengen auch rheinischer Tuff und weißer, französischer Kalkstein.
Bereits während der Ausgrabungen 1961 waren Spuren der Principia (Stabsgebäude) aufgedeckt worden. Die Principia hatten eine Breite von 45 Meter, besaßen einen großen Vorhof von rund 25 Metern Länge und 40 Metern Breite, eine Appellhalle und um diese herum angeordnete kleinere Funktionsräume. In der hinteren Mitte befand sich das Fahnenheiligtum (Aedes), das mit einer Apsis abschloss. Aufgrund der Form des Fahnenheiligtums konnte man die Errichtung des Stabsgebäudes grob auf die zweite Hälfte des zweiten Jahrhunderts datieren. Grundsätzlich erinnerte der Aufbau der Principia von Aardenburg an die Strukturen derjenigen Principia, die man von den Limites der beiden germanischen Provinzen und Raetiens her kannte.
Neben Teilen der Lagerstraßen, einigen Brunnen (Holz- und Steinvarianten) und Abfallgruben wurden auch Spuren von Mannschaftsbaracken entdeckt, die mit Holzbalken fundamentiert worden waren. Der Grundriss der Baracken entsprach dem militärischen Standard, die Aufteilung der Contubernia der typischen Gliederung in Arma und Papilio. In einer Abfallgrube des dritten Jahrhunderts wurde ein großes Kalksteinfragment mit einer Inschrift entdeckt:
] M O [
] R M A [
Unterhalb der zweiten Zeile befinden sich die Fragmente weitere Zeichen, die als die Ziffern V oder X und C oder O gedeutet werden können. Die mögliche Lesung wurde unterschiedlich interpretiert. Nach Jules Bogaers handelte es sich um den Teil einer Gebäudeinschrift und er ergänzte RMA zu ARMAMENTARIVM (Waffenkammer/Zeughaus), und die Buchstaben MO zu COMMODVS.
Nach einer jüngeren Lesart von Ton Derks beziehen sich die Buchstaben auf die Ehrentitel eines römischen Kaisers, wobei MO zu MAXIMO und RMA zu GERMANICO zu ergänzen wäre. Die undeutlichen Zeichen unter der zweiten Zeile könnten Zahlen gefolgt von COS sein. Somit könne die Inschrift wie folgt gelesen werden:
M A X I ] M O [
G E ] R M A [ N I C O
] XX C [
Diese Titelkombination wurde von Hadrian, Marcus Aurelius und Commodus verwendet. In Anbetracht der Kastellgründung unter Marcus Aurelius und/oder Commodus, bezieht sich die Inschrift wahrscheinlich auf einen dieser beiden Kaiser.
Auffällig ist ein Befund innerhalb des Kastells, südlich der Principia, der sich als Fundament eines gallo-römischen Umgangstempels erwies. Der Tempel hatte bei einem quadratischen Grundriss eine Seitenlänge von sechs Metern, seine Ausrichtung folgte nicht dem Schema der Befestigungsanlage, weshalb die Archäologen davon ausgingen, dass er erst zu einem späteren Zeitpunkt errichtet worden sein könnte. Auch der Umstand, dass ein Tempel innerhalb eines römischen Militärlagers völlig atypisch und singulär wäre, sprach gegen einen Zusammenhang. Der kleine Sakralbau wurde, möglicherweise zu Beginn des siebten Jahrzehnts des dritten Jahrhunderts, durch einen Brand zerstört.

#### Truppen
Über die Einheiten, die in Aardenburg stationiert waren, kann zurzeit nur spekuliert werden. Trimpe Burger schlug bezüglich der Ziegelstempel vor, dass die Stempel CIIA und CIIS militärischen Ursprungs seien und dass das „C“ für „Cohors“ und das „II“ für „Secunda“ stünde. Darüber hinausgehend interpretierte Hugo Thoen den Stempel CIIA als den der „C(ohors) II (Secunda) A(ntoniniana)“ und den Stempel CIIS als den der „Co(hors) II (Secunda) S(everiana)“. CIIA- und CIIS-Stempel fanden sich nicht nur im Kastell, sondern auch im Vicus und am Fundort „Hof   van Buize I“. Dort wurde ein Ofen ergraben, dessen Boden mit Ziegelplatten, die solche Stempel trugen, gefliest war. Zweimal wurde in Aardenburg der Stempel PRIMACORT gefunden, in beiden Fällen in einer Grube, die wahrscheinlich auf den Übergang vom 2. zum 3. Jahrhundert zu datieren ist, und auf Ziegelplatten, die einer Suspensura entstammten. Ein dritter Stempel, von dem nur noch die Anfangsbuchstaben PRIM--- erhalten waren, wurde auf dem Oude Vlasmarkt entdeckt. Jules Bogaers las die Stempel als Prima Co(ho)r(s) T(hracum).
Dem gegenüber schlug Trimpe Burger die Lesung „Prima Co(ho)r(s) T(ungrorum)“ vor.

#### Datierung
Trimpe Burger hatte, basierend auf den Münz- und Terra-Sigillata-Funden die Errichtung des Kastells noch auf das Jahr 170 datiert und als Enddatum das Jahr 275 angenommen. Die Zeit seiner Existenz teilte er in zwei Phasen ein, eine frühe Phase von 170 bis 225 und eine späte Phase von 225 bis 275. Zwischen diesen Bauphasen und vor seiner Wiederinbetriebnahme sei das Gelände gründlich saniert worden. Wouter Dhaeze geht jedoch nach einer jüngeren Analyse des keramischen Fundmaterials davon aus, dass das Militärlager erst im Jahre 175 erbaut worden sein könnte. Ferner wird die Annahme zweier Siedlungsphasen, die Dierendocnck postuliert hatte, heute um die Annahme einer Funktionsänderung des Bauwerks beim Wechsel der beiden Perioden ergänzt. Zwischen den beiden Phasen fand um 225 ein Übergang von einer militärischen zu einer zivilen Nutzung statt (siehe auch weiter unten).

#### Diskussion und Konklusion
Das gemeinsame Auftreten sowohl militärischer als auch ziviler Befunde und Funde hat in der niederländischen Archäologie zu vielen kontroversen Diskussionen geführt. Unter anderem Wim van Es und Johan H. F. Bloemers bezweifelten den militärischen Charakter von Aardenburg. Sie wiesen darauf hin, dass in der hohen Kaiserzeit Rundtürme nur zur Befestigung von Städten, nicht aber von Kastellen errichtet wurden. Auch Guus Besuijen versuchte in einigen Publikationen den militärischen Aspekt Aardenburgs in den Hintergrund zu stellen.
Andere Archäologen wie Jan Adriaan Trimpe Burger, Hugo Thoen und Robert M. van Dierendonck stellten hingegen dar, dass der militärische Charakter nicht von der Hand zu weisen sei und dass die Festung zumindest für eine gewisse Zeit ein Kastell gewesen sein müsse. Thoen und Marc Rogge stellten auch die These zur Diskussion, dass die Frage, ob Aardenburg nun militärischer oder ziviler Natur ist, letztlich nicht relevant sei, da die severischen Kaiser Septimius Severus (193–211) und Severus Alexander (222–235) zahlreiche zivile Städte in das militärische Defensivsystem integriert hätten, wodurch die Unterscheidung zwischen militärisch und zivil letztlich undeutlich geworden sei. Auch wenn das Kastell vor der Zeit der Severerkaiser errichtet worden wäre, scheine es auf Grund der Befundlage, als ob das Bauwerk sofort als militärisches Gebäude konzipiert worden sei.
Etliche Funde und Befunde weisen zweifellos auf eine militärische Präsenz hin. Allein die Principia sprechen dafür, dass Aardenburg, zumindest temporär, ein militärischer Stützpunkt gewesen sein muss. Auch wenn die Funde zivilen Charakters den Militaria gegenüber dominieren, lässt sich ihre Existenz nicht verleugnen. Dazu gehören mehrere Bronzeschnallen, ein Schwertgürtelhalter, Fragmente einer Lorica hamata und eines Pilums, Lederbeschläge, eine Pfeilspitze, ein Schwertspitzenschutz aus Knochen sowie einige Scherben Terra Sigillata mit besitzanzeigenden lateinischen Graffiti. Dachziegel mit den Stempels CIIA, CIIS und PRIMACORT unterstreichen den militärischen Kontext. Andererseits stammen aus der Befestigung auch Funde zivilen Charakters, die quantitativ sogar gegenüber den Militaria dominieren. Darunter befinden sich Schmuck, Toilettenutensilien und Möbelteile. Hinzu kommt die Existenz des Tempelgebäudes, dessen Funktion und Ausrichtung nicht in das militärische Konzept passen. Es gibt überhaupt nur zwei ähnliche Baubefunde, in Traiectum (Utrecht) und im Kastell Rutupiae (Richborough), bei denen aber in beiden Fällen nicht klar ist, ob es sich tatsächlich um Tempel handelt.
Ein möglicher Durchbruch in der Diskussion bot sich schließlich durch eine Untersuchung von Robert M. van Dierendonck und Louis J.F. Swinkels an. Anhand der geborgenen Fragmente von Wandmalereien versuchten sie nachzuweisen, dass die Befestigung sowohl eine militärische Phase (zwischen 175 und 225) als auch eine zivile Phase (von 225 bis 275) gehabt haben könnte. Nach ihrer Meinung spiegelt die Entwicklung des Ortes in der Qualität der Wandmalereien eine Änderung der Funktionen der Siedlung wider. Aufgrund der minderen Qualität der Wandmalereien aus den Jahren 170–225 wird deren Anfertigung der Arbeit von Soldaten zugeschrieben, während die hochwertigeren Arbeiten der zweiten Phase Auftragsarbeiten spezialisierter und hochqualifizierter Maler sein könnten, die durch betuchte Zivilisten finanziert worden wären.

### Vicus
Es ist bislang unklar, ob es im Ardenburger Bereich vor der Errichtung des Kastells eine zivile Siedlung gab. Bislang fehlen Bauwerke aus dem 1. Jahrhundert oder der ersten Hälfte des 2. Jahrhunderts. Der einzige schwache Hinweis sind einzelne Scherben, die um die Mitte des 2. Jahrhunderts datieren. Der Vicus, der bekannt ist, entstand vermutlich zeitgleich mit dem Bau des Militärlagers. 200 Meter östlich der Ostmauer wurde ein vollständiges Vicusgebäude dieser Periode freigelegt. Um die Mitte des 3. Jahrhunderts scheint der Wohlstand des Vicus kontinuierlich rückläufig zu sein. Um 275 wurde der Vicus durch germanische Raubzüge zerstört. Zunehmende regelmäßige Überschwemmungen des Geländes ab dem Wechsel vom 3. zum 4. Jahrhundert machten eine Wiederbesiedlung unwahrscheinlich und auch archäologisch schwer nachweisbar.
Bei den jüngeren Auswertungen der Altgrabung im Rahmen der weiter oben erwähnten Kooperation der Zeeland Cultural Heritage Foundation (SCEZ), des archäologischen Privatunternehmens Hazenberg Archaeology und des Römisch-Germanischen Zentralmuseums Mainz wurden auch Thermen im Vicus von Aardenburg nachgewiesen. Das Balineum befand sich östlich des Kastells im Bereich der heutigen Beekmanstraat. Das Bad bestand aus mehreren Räumen für kalte, warme und heiße Bäder. Es wurde über ein Praefurnium beheizt, das sowohl das Wasser erhitzte, als auch die heiße Luft der Fußboden- und Wandheizungen erzeugte. Südlich der Thermen lag ein Handwerkerviertel mit Öfen, mit denen möglicherweise Salz und Garum erzeugt, und/oder in denen Kalk gebrannt und/oder Eisen geschmolzen oder weiterverarbeitet wurde.

## Präsentation und Denkmalschutz
Im Ortsbild von Aardenburg sind die Grundrisse der Westmauer des Kastells durch Restaurierung und Rekonstruktion sichtbar gemacht worden. Im Gemeentelijk Archeologisch Museum Aardenburg (Archäologisches Gemeindemuseum Aardenburg) werden die römische Geschichte des Ortes präsentiert und Artefakte aus den Ausgrabungen präsentiert.
Die umfangreichen römischen Hinterlassenschaften im Boden von Aardenburg wurden mit insgesamt sieben verschiedenen Bodendenkmälern (Rijksmonumenten) auf Grundlage des monumentenwet (Denkmalschutzgesetz) von 1988 unter besonderen Schutz gestellt. Es sind dies im Einzelnen:
- Rijksmonument 330202[29]:
Gelände mit Spuren römischer Besiedlung und von einem Gräberfeld[30]
- Rijksmonument 330373[31]:
Gelände mit Spuren römischer Besiedlung und Resten einer römischen Straße[32]
- Rijksmonument 330379[33]:
Gelände mit Fundamenten der Befestigungsmauer und Resten des vorgelagerten Spitzgrabens; Spuren von einem Weg und von Besiedlung[34]
- Rijksmonument 330419[35]:
Fundamente des Zugangstores mit anschließender Wehrmauer und Spuren des vorgelagerten Spitzgrabens, eines Weges und von Besiedlung[36]
- Rijksmonument 330428[37]:
Fundamente des Zugangstores mit anschließender Wehrmauer sowie Spuren eines Spitzgrabens, eines Zugangsweges und einer Brücke[38]
- Rijksmonument 330445[39]:
Fundamente der Wehrmauer mit einem Eckturm und Spuren des Spitzgrabens; von besonderer wissenschaftlicher Bedeutung[40]
- Rijksmonument 531070[41]:
Gelände mit Resten des römischen Kastells, Fundamenten einer Kirche aus dem frühen Mittelalter (10. Jahrhundert), bemaltem Grabgewölbe aus dem Spätmittelalter (13. bis 14. Jahrhundert), Grabsteinen   aus dem Spätmittelalter und/oder der Neuzeit, die sich im Kirchenboden befinden, sowie verschiedenen Gräbern aus dem Spätmittelalter und/oder der Neuzeit außerhalb der Kirche[42]